# Max Botkin
Daniel Max Botkin (* 11. April 1979 in Chicago, Illinois) ist ein US-amerikanischer Drehbuchautor.

## Leben
Max Botkin begann seine Karriere in der Unterhaltungsbranche als Publicist für die Sony PlayStation. Danach wandte er sich dem Drehbuchschreiben zu.
2009 wurden seine Drehbücher für eine Episode der Fernsehserie Wolverine and the X-Men sowie den Film Opposite Day umgesetzt. 2013 wurde der auf seinem Drehbuch basierende Film Robosapien: Rebooted produziert. 2017 ging Botkin eine Partnerschaft mit der Produktionsunternehmen 1stAveMachine ein. Im gleichen Jahr verfilmte Tommy Wirkola sein Drehbuch zum Film What Happened to Monday?, der von Netflix erworben wurde.

## Filmografie (Auswahl)
- 2009: Wolverine and the X-Men (Fernsehserie, 1 Episode)
- 2009: Opposite Day
- 2013: Robosapien: Rebooted
- 2017: What Happened to Monday?
- 2018: Show Dogs – Agenten auf vier Pfoten (Show Dogs)